# Shirokuma Café
Shirokuma Café (しろくまカフェ?, Shirokuma Kafe) è un manga scritto e disegnato da Aloha Higa. La serie segue le avventure quotidiane di un orso polare che gestisce un bar in una società in cui convivono esseri umani ed animali antropomorfi. Da esso è stata tratta una serie televisiva anime prodotta dallo studio Pierrot e trasmessa in Giappone dal 5 aprile 2012 al 28 marzo 2013.

## Personaggi
Orso polare (シロクマ?, Shirokuma)
Doppiato da: Takahiro Sakurai
Un orso polare che gestisce un caffè, molto popolare sia fra gli esseri umani che gli animali. Ha l'abitudine di fare pessimi giochi di parole con i clienti.
Panda (パンダ?)
Doppiato da: Jun Fukuyama
Un panda pigro ma dal cuore gentile che lavora part-time in un zoo. Egli gode nel rilassarsi e nel mangiare bambù e generalmente ordina caffè freddo al bar.
Pinguino (ペンギン?, Pengin)
Doppiato da: Hiroshi Kamiya
Leonardo Da Vinci  – Cliente abituale del caffè dell'Orso Polare ed amico del proprietario, generalmente ordina caffè espresso.
Grizzly (グリズリー?, Gurizurī)
Doppiato da: Yūichi Nakamura
Un orso grizzly che è un amico d'infanzia dell'Orso polare.
Sasako (笹子?)
Doppiata da: Aya Endō
Una ragazza umana che lavora part time al caffè dell'Orso polare.
Handa (半田?)
Doppiato da: Wataru Hatano
Il proprietario dello zoo in cui lavora Panda.
Lama (ラマ?, Rama)
Doppiato da: Daisuke Ono
Un lama che adora mangiare l'erba.

## Media

### Manga
Il manga originale di Aloha Higa ha iniziato ad essere serializzato sulla rivista Flowers della Shogakukan nel 2006. Ad oggi sono stati resi disponibili tre volumi tankōbon.

### Anime
Una serie televisiva anime adattata sul manga è stato prodotto dalla Pierrot ed è iniziato il Giappone il 5 aprile 2012 per concludersi il 28 marzo 2013, contemporaneamente alla trasmissione in streaming su Crunchyroll, dopo 50 episodi.

#### Episodi
| Nº  | Giapponese 「Kanji」 - Rōmaji                                      | In onda        | In onda |
| Nº  | Giapponese 「Kanji」 - Rōmaji                                      | Giapponese     |         |
| 1a  | 「しろくまカフェへようこそ」 - Shirokuma Kafe Yōkoso               | 5 aprile 2012  |         |
| 1b  | 「パンダくんの就職」 - Panda-kun no Shūshoku                       | 5 aprile 2012  |         |
| 2a  | 「みんなのカフェ」 - Minna no Kafe                                 | 12 aprile 2012 |         |
| 2b  | 「カフェのお花見」 - Kafe no Ohanami                               | 12 aprile 2012 |         |
| 3a  | 「シロクマくん動物園へ」 - Shirokuma-kun Dōbutsuen e               | 19 aprile 2012 |         |
| 3b  | 「パンダくんの悩み」 - Panda-kun no Nayami                         | 19 aprile 2012 |         |
| 4a  | 「スマフォに夢中」 - Sumafo ni Muchū                               | 26 aprile 2012 |         |
| 4b  | 「わくわくドライブレッスン」 - Wakuwaku Doraibu Resson             | 26 aprile 2012 |         |
| 5a  | 「パンダくん張り切る」 - Panda-kun Harikiru                        | 3 maggio 2012  |         |
| 5b  | 「みんなのパフェ」 - Minna no Pafe                                 | 3 maggio 2012  |         |
| 6a  | 「パンダくんのダイエット」 - Panda-kun no Daietto                  | 10 maggio 2012 |         |
| 6b  | 「目指せ！ワイルドパンダ」 - Mezase! Wairudo Panda                 | 10 maggio 2012 |         |
| 7a  | 「半田さん改造計画」 - Handa-san Kaizō Keikaku                     | 17 maggio 2012 |         |
| 7b  | 「ラブラブドライブ大作戦」 - Rabu Rabu Doraibu Daisakusen          | 17 maggio 2012 |         |
| 8a  | 「雑誌取材がやってきた」 - Zasshi Shuzai ga Yatte kita             | 24 maggio 2012 |         |
| 8b  | 「サケハンター・グリズリーさん」 - Sake Hantā: Gurizurī-san        | 24 maggio 2012 |         |
| 9a  | 「リンリン感激！パンダくんち！」 - Rin Rin Kangeki! Panda-kun Chi! | 31 maggio 2012 |         |
| 9b  | 「ペンギンさんの告白」 - Pengin-san no Kokuhaku                    | 31 maggio 2012 |         |
| 10a | 「半田さんの合コン?」 - Handa-san no Gōkon?                        | 7 giugno 2012  |         |
| 10b | 「半田さんの合コン!」 - Handa-san no Gōkon!                        | 7 giugno 2012  |         |
| 11a | 「ペンギンさんの失恋」 - Pengin-san no Shitsuren                   | 14 giugno 2012 |         |
| 11b | 「パンダくんの夜遊び」 - Panda-kun no Yo Asobi                     | 14 giugno 2012 |         |
| 12a | 「パンダくん、ヒマに困る」 - Panda-kun Hima ni Komaru              | 21 giugno 2012 |         |
| 12b | 「パンダの悩み相談室」 - Panda no Nayami Sōdan Shitsu              | 21 giugno 2012 |         |
| 13a | 「七夕飾り」 - Tanabata Kazari                                     | 28 giugno 2012 |         |
| 13b | 「パンダくんの願い」 - Panda-kun no Negai                          | 28 giugno 2012 |         |
| 14a | 「シロクマくん張り切る」 - Shirokuma-kun Harikiru                  | 5 luglio 2012  |         |
| 14b | 「海に行こう！」 - Umi ni Ikō!                                     | 5 luglio 2012  |         |
| 15a | 「真夏の雑草取り」 - Manatsu no Zassōtori                          | 12 luglio 2012 |         |
| 15b | 「ペンギンさんのロマンス」 - Pengin-san no Romansu                 | 12 luglio 2012 |         |

#### Colonna sonora
Sigla di apertura
- Boku no Invitation (ボクにインビテーション?, Boku ni Inbitēshon) cantata da JP

Sigla di chiusura
- Bamboo☆Scramble cantata da Jun Fukuyama